# Im Reiche des silbernen Löwen (Film)
Im Reiche des silbernen Löwen ist ein Abenteuerfilm aus dem Jahr 1965. Die Produktion aus der Reihe der deutschen Karl-May-Filme entstand unter der Regie von F. J. Gottlieb.

## Handlung
Im ersten Teil („Durchs wilde Kurdistan“) fällt der böse ehemalige Machredsch von Mossul nach einem Kampf mit Kara Ben Nemsi von einem Felsen und wird für tot gehalten. Er hat den Sturz aber überlebt und sinnt auf Rache. Er will sich den Schatz der Chaldäer unter den Nagel reißen, der von der sagenumwobenen Marah Durimeh in einer Höhle bewacht wird. Als Verbündeten gewinnt der Machredsch den Banditen Abu Seif (Vater des Säbels). Gemeinsam entführen sie die Tochter des Oberhauptes der Chaldäer, Ingdscha, die auch die Enkelin Marah Durimehs ist.
Kara Ben Nemsi und seine Freunde wollen den großen Salzsee durchqueren, doch der Machredsch erschießt ihren Führer. Karas Schäferhund Dojan kann sie aus dem See herausführen.
Vor dem Padischah gelingt es dem Machredsch, sich in bestem Licht darzustellen und Kara Ben Nemsi zu verleumden. Prompt wird der gerade erst gerettete Kara von den Soldaten des Padischahs gefangen genommen und muss in einem „Gottesurteil“ um sein Leben kämpfen. Nachdem ihm dies gelungen ist, wird er vom Padischah in seine alten Rechte wieder eingesetzt, und der Machredsch gilt wieder als der „Bösewicht“.
Die Banditen sind mittlerweile bei den Chaldäern eingedrungen, und erst Ahmed El Corda kann mit Hadschi Halef Omar und den Kriegern vom Stamme der Haddedihn den Angriff abwehren. Abu Seif wird von Ahmed im Zweikampf getötet. Der Machredsch belagert den Berg jedoch weiterhin und verlangt die Herausgabe aller Hunde und Katzen. Diese schickt er in der Nacht als lebende Fackeln zurück zu den Chaldäern, während seine Leute erneut angreifen. Marah Durimeh wird getötet, und das Schicksal der Belagerten scheint besiegelt.
Doch Kara Ben Nemsi und Hadschi Halef Omar führen die Krieger der Haddedihn in den Rücken der Banditen, und es gelingt ihnen, sie aufzureiben. Der Machredsch flieht, verfolgt von Kara Ben Nemsi. In einer Gondel einer Seilbahn, die über eine Schlucht führt, kommt es zum letzten Kampf der beiden. Der Machredsch fällt schließlich in die Schlucht und ist endgültig tot. Die Chaldäer und ihr Schatz sind gerettet, und Ahmed El Corda kann seine geliebte Ingdscha wieder in die Arme schließen.

## Produktion
Die Uraufführung erfolgte am 31. Dezember 1965 im „City“, Bremen. Das Uraufführungsdatum ist kurios. Laut Vertrag musste der Film noch im Jahre 1965 aufgeführt werden, und deshalb kam es zu einer ziemlich unbemerkten Welturaufführung am letztmöglichen Termin im kleinen „City“ in Bremen. Die eigentliche große Premiere fand dann ab 18. Februar 1966 in den restlichen Kinos in Deutschland statt.
Der Film ist die Fortsetzung von „Durchs wilde Kurdistan“, hat aber mit dem Originalroman von Karl May nichts zu tun (und kommt auch nicht innerhalb der ersten sechs Orientromane vor, wie eine Fortsetzung von „Durchs wilde Kurdistan“ vermuten ließe).
Die beiden Verfilmungen führten zu einem Rechtsstreit zwischen Lex Barker und dem Produzenten Artur Brauner. Ursprünglich war geplant, die Geschichte in nur einem Teil zu verfilmen, und Barker verlangte nun eine Nachzahlung seines Honorars in Höhe von 100.000 DM. Er gewann den Prozess.
Einen weiteren Rechtsstreit hatte Brauner mit Regisseur Gottlieb zu führen, nachdem er diesem am 16. Juni 1965 gekündigt hatte. Die Auseinandersetzungen endeten 1968 mit einem Vergleich.

## Synchronisation
| Rolle      | Darsteller      | Sprecher              |
| ---------- | --------------- | --------------------- |
| Kara       | Lex Barker      | Gert Günther Hoffmann |
| Ingdscha   | Marie Versini   | Ursula Heyer          |
| Machredsch | Georg Heston    | Martin Hirthe         |
| Ahmed      | Gustavo Rojo    | Michael Chevalier     |
| Marah      | Annemarie Blanc | Lu Säuberlich         |
| Kadir Bei  | Charles Fawcett | Wilhelm Borchert      |
| Benda      | Gloria Camera   | Renate Danz           |
| Padischah  | Fernando Sancho | Konrad Wagner         |
| Cedar      | Antonio Casas   | Wolfgang Lukschy      |

## Kritiken
„Das Herz blutet einem angesichts einer auf alt geschminkten Dame mit grauer Ballfrisur, die bekümmerten Gesichts platte Phrasen von sich gibt. Das soll Marah Durimeh sein…“

„Immer weiter entfernt sich die Karl-May-Welle von ihrem Ursprung. Nur der anspruchslose Zuschauer wird an dem bunten Durcheinander Gefallen finden können. Erstaunlich, wie sehr der Regisseur Ton und Stil verfehlt, wie schlecht er die Schauspieler führt. Auf diese Weise wird die Anziehungskraft der Karl-May-Filme auf das Publikum rasch nachlassen.“

„Reichlich willkürliche Verwendung von Karl Mays Gestalten in einem harten Handlungsdurcheinander, das niemandem nützt und Anhänger des Schriftstellers verärgert.“

„Die Französin Marie Versini ist als Tochter des Oberhaupts der Chaldäer eine so reizvolle Gefangene, daß sich der Kampf um sie für alle Beteiligten lohnt.“

„Was hier aus filmischen Routine-Töpfen an kurdischen Abenteuern serviert wird, ist genauso öde wie der Salzsumpf und die bleiche Wüste, in denen hier gesiegt, geliebt, gelitten wird.“

„Wüstenkitsch.“

„Die Kritik war sich nicht einig, ob der Film etwas tauge. Die einen fanden das Kinostück hanebüchen und phantasielos, andere lobten vor allem den in "poetischen, fast elegischen Bildern" gefilmten Todesritt über einen Salzsee.“

„Leidlich unterhaltsame, formal wie inhaltlich aber gleichermaßen anspruchslose Adaption von Karl-May-Romanen, weder glaubhaft noch spannend.“